# J. H. Hutchinson
Joseph H. „J. H.“ Hutchinson (* 21. Mai 1864 in Central City, Colorado-Territorium; † 5. September 1930 in San Francisco, Kalifornien) war ein US-amerikanischer Politiker. Zwischen 1899 und 1901 war er Vizegouverneur des Bundesstaates Idaho.

## Werdegang
Joseph Hutchinson war der Sohn von James Hutchinson, einem bedeutenden Minenbesitzer im späteren Staat Colorado. Im Alter von 16 Jahren zog er nach Denver, wo er die High School absolvierte. Im Jahr 1890 wurde er Vorsitzender der Bergbaubörse (Colorado Mining Stock). Später war er auch deren Sekretär und Schatzmeister. Er gab diese Stellungen aber wieder auf, um seinen Vater in dessen Bergbauunternehmen, das mittlerweile in Idaho ansässig war, zu unterstützen. In den folgenden Jahren weitete er seine geschäftlichen Interessen auch auf andere Bergbauunternehmen aus. Politisch gehörte er der Republikanischen Partei an, mit der er sich aber in dem damaligen Währungsstreit in den Vereinigten Staaten überwarf.
1898 wurde Hutchinson als Kandidat der Demokratischen Partei an der Seite von Frank Steunenberg zum Vizegouverneur von Idaho gewählt. Dieses Amt bekleidete er zwischen dem 2. Januar 1899 und dem 7. Januar 1901. Dabei war er Stellvertreter des Gouverneurs und Vorsitzender des Staatssenats. Der mit Helen Hays verheiratete Unternehmer und Politiker starb am 5. September 1930 in San Francisco.